# Čejkovice (district de České Budějovice)
Pour les articles homonymes, voir Čejkovice.
Čejkovice (en allemand : Tschejkowitz) est une commune du district de České Budějovice, dans la région de Bohême-du-Sud, en République tchèque. Sa population s'élevait à 398 habitants en 2023.

## Géographie
Čejkovice se trouve à 9 km au nord-ouest du centre de České Budějovice et à 119 km au sud de Prague.
La commune est limitée par Pištín au nord-ouest et au nord, par Dasný et České Budějovice à l'est, par Branišov au sud, par Dubné au sud-ouest et par Břehov à l'ouest.

## Histoire
La première mention écrite du village date de 1400.

## Transports
Par la route, Čejkovice se trouve à 11 km de České Budějovice et à 154 km de Prague.